# Wybory parlamentarne w Liechtensteinie w 2025 roku

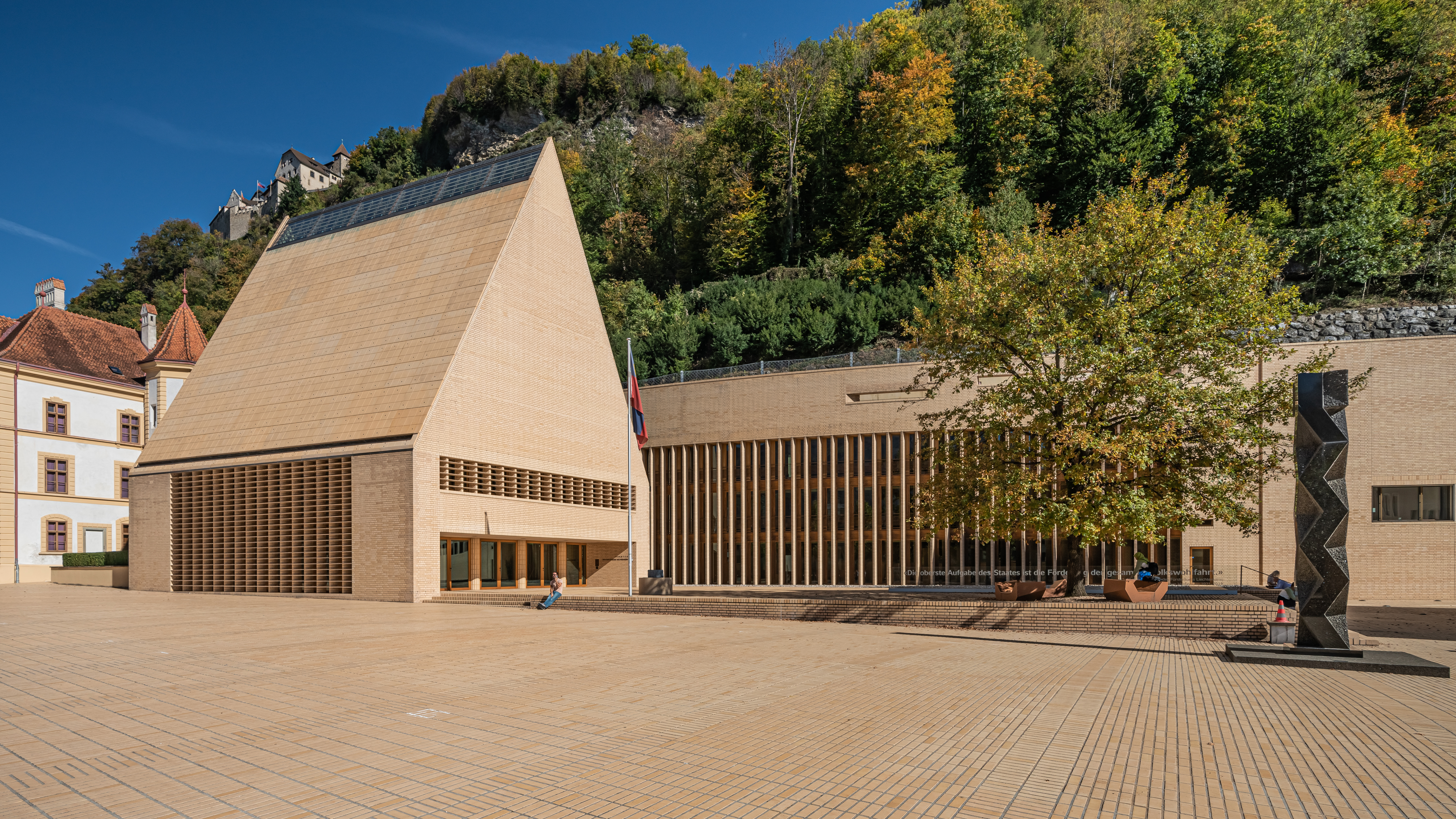
Siedziba Landtagu w Vaduz

Wybory parlamentarne w Liechtensteinie w 2025 roku (niem. Fürstentum Liechtenstein Landtagswahlen 2025) – powszechne wybory do Landtagu, które odbyły się 9 lutego 2025 roku na terenie Księstwa Liechtensteinu.

## Ordynacja wyborcza
Landtag Księstwa Liechtensteinu składa się z dwudziestu pięciu deputowanych, którzy są wybierani przez Naród na czteroletnią kadencję w wyborach tajnych, bezpośrednich, powszechnych, równych i proporcjonalnych z dwóch okręgów wyborczych – Oberlandu i Unterlandu. Czynne prawo wyborcze posiadają obywatele zamieszkujący na stałe w Księstwie, którzy ukończyli 18. rok życia, a ich prawa nie są zawieszone, gdzie cenzus wiekowy dla kandydatów do Landtagu to 20 lat.
Każdy wyborca może oddać swój głos na taką liczbę kandydatów z różnych komitetów wyborczych ile wynosi całkowita liczba mandatów możliwych do zdobycia w danym okręgu wyborczym, czyli piętnaście w Oberlandzie i dziesięć w Unterlandzie. Od wyborów w 2005 r. możliwe jest głosowanie korespondencyjne.
Miejsce w parlamencie przysługuję tylko komitetom, które przekroczyły próg wyborczy, wynoszący 8%. Mandaty są przyznawane dwuetapowo. W pierwszym etapie przyznaje się tzw. mandaty podstawowe przy pomocy metody Hare'a-Niemeyera, a brakujące mandaty rozdysponowuje się jako tzw. mandaty uzupełniające przy pomocy metody d'Hondta.

## Kontekst polityczny

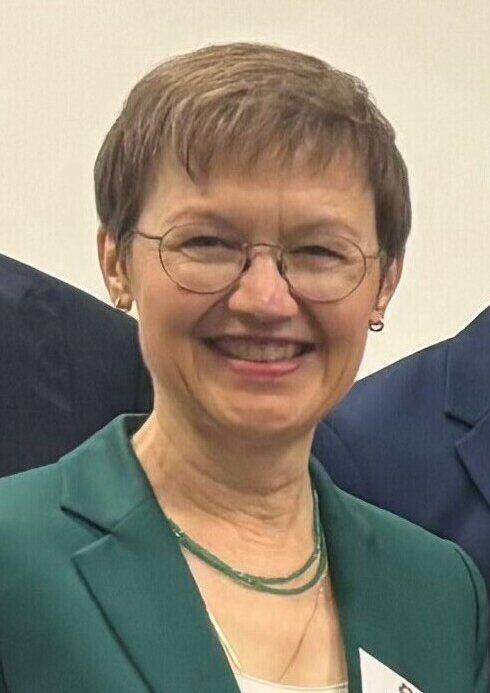
Brigitte Haas, kandydatka na stanowisko premiera z ramienia Unii Patriotycznej.

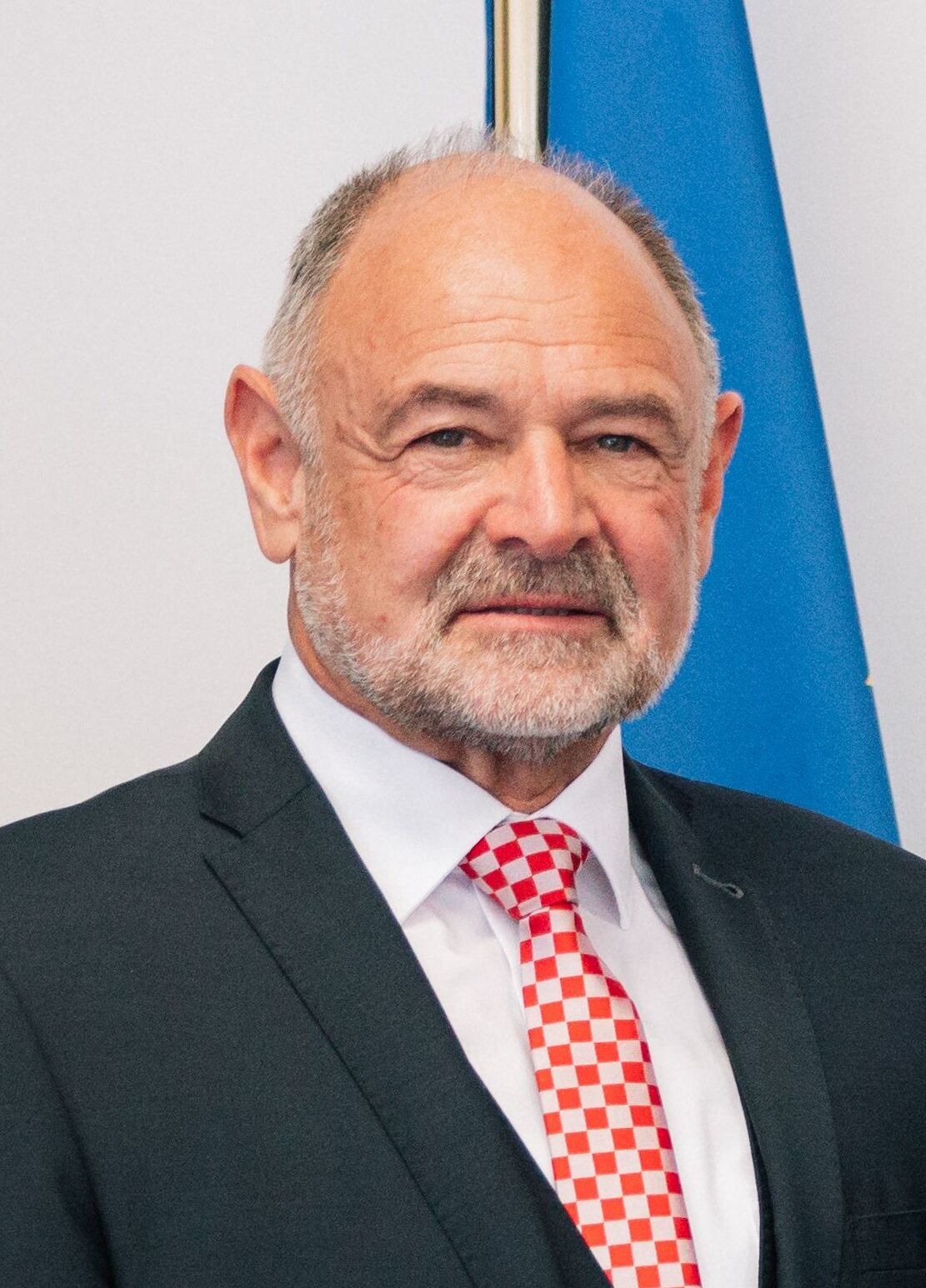
Ernst Walch, kandydat na premiera z ramienia Postępowej Partii Obywatelskiej.

Poprzednie wybory w 2021 roku zwyciężyła Unia Patriotyczna z niewielką przewagą (zaledwie 0,02% głosów) nad Postępową Partią Obywatelską. Obie partie otrzymały po 10 mandatów, a pozostałe pięć miejsc w parlamencie przypadło ugrupowaniom opozycyjnym: 3 dla Wolnej Listy i 2 dla Demokraten pro Liechtenstein. W wyniku wyborów powołano po raz kolejny koalicyjny rząd VU-FBP, na którego czele stanął Daniel Risch z VU.
W okresie przedwyborczym ważnym tematem politycznym w kraju stała się ordynacja wyborcza. 7 czerwca 2023 członkowie opozycyjnej partii DpL zapoczątkowali inicjatywę ustawodawczą, której celem była zmiana Konstytucji. Proponowane zmiany skupiały się na sposobie powoływania Rządu. W obowiązującym systemie kandydatów na członków Rządu wskazuje Landtag, a zatem w praktyce ugrupowania z większością w parlamencie. Następnie kandydaci muszą zostać zaakceptowani przez Księcia, którego prerogatywą jest powoływanie Premiera i pozostałych członków Rządu. Partia DpL postulowała demokratyzację tego procesu – kandydaci na ministrów i premiera mieli być wybierani w wyborach powszechnych podobnie jak deputowani do Landtagu, a dopiero potem akceptowani przez Landtag i Księcia. Inicjatywa DpL została przedstawiona 5 grudnia 2023 na posiedzeniu Landtagu. Koalicja VU-FBP nie poparła inicjatywy, podobnie jak opozycyjna FL. W rezultacie projekt został odrzucony przy 3 głosach „za” i 22 „przeciw” i zgodnie z prawem poddany pod kolejne głosowanie w referendum, które odbyło się 25 lutego 2024. W kampanii obie partie rządowe agitowały na rzecz odrzucenia wniosku. Przeciwko przyjęciu zmian zagłosowało 68% wyborców, a projekt ostatecznie upadł.
Postulaty zmian w ordynacji wyborczej pojawiły się także ze strony rządowej. Pod koniec 2023 roku działacze FBP zapowiedzieli inicjatywę, w której postulowali zmianę sposobu przeliczania mandatów w poszczególnych okręgach, co argumentowane było zwiększeniem proporcjonalności rozdzielania miejsc w Landtagu. Zaproponowano wprowadzenie zmiany metody przeliczania mandatów na opracowany przez niemieckiego matematyka Friedricha Pukelsheima podział dwuproporcjonalny (doppelter Pukelsheim). Propozycja zmian wywołała spór wewnątrz koalicji rządowej. Forsowane przez FBP zmiany, popierane również przez opozycję, były szeroko krytykowane przez VU. Propozycje zostały również negatywnie zaopiniowane przez Rząd. Według VU zmiana ta przyczyniłaby się do jeszcze większej dysproporcji między Oberlandem a Unterlandem, na rzecz tego drugiego, co mogłoby być korzystne dla FBP i DpL, które osiągają w tym okręgu lepsze wyniki. Inicjatywa została wniesiona do Landtagu i obecnie czeka na kolejne czytanie.
W lutym 2024 wszyscy troje członkowie koalicyjnego gabinetu VU-FBP z ramienia VU – premier Daniel Risch oraz radne Graziella Marok-Wachter i Dominique Hasler, zapowiedzieli, że nie będą kandydować na stanowiska rządowe w nadchodzących wyborach. Wcześniej o tym, że nie będzie kandydował w wyborach poinformował Albert Frick z VU – najstarczy deputowany mijającej kadencji, pełniący od 2013 roku funkcje Przewodniczącego Landtagu.
W sierpniu i wrześniu 2024 obie największe partie ogłosiły swoich kandydatów na stanowiska rządowe. Z ramienia Unii Patriotycznej kandydatką na szefową rządu została Brigitte Haas, która w przypadku zwycięstwa VU ma szansę zostać pierwszą kobietą w historii Księstwa na tym stanowisku. Na pozostałe stanowiska zostali nominowani Hubert Büchel i Emanuel Schädler. Postępowa Partia Obywatelska zgłosiła na urząd premiera byłego ministra spraw zagranicznych i przewodniczącego Landtagu, Ernsta Walcha, a na pozostałych członków Rządu – wicepremier ustępującego gabinetu Sabine Monauni oraz byłego prezesa partii Daniela Oehry. 
Według sondaży przedwyborczych prowadzonych przez gazetę Vaterland spadało poparcie dla koalicji VU-FBP, a w sondażu z lipca 2023 pierwsze miejsce osiągnęła opozycyjna DpL z wynikiem 41,46%, podczas gdy partie rządowe łącznie miały 30,89%. Sondaż ten cechował się dużym ryzykiem błędu statystycznego. W sondażu tym pojawiła się również nowa partia opozycyjna Mensch im Mittelpunkt założona w 2022 roku, jednak według doniesień medialnych partia nie złoży listy wyborczej w nadchodzących wyborach.

## Listy wyborcze
Z końcem listopada 2024 trzy główne partie: FBP, VU i DpL ogłosiły swoich kandydatów. Zarówno FBP, jak i VU zaprezentowały maksymalną liczbę kandydatów – 25 (15 w Oberlandzie i 10 w Unterlandzie). Z kolei na listach DpL znalazło się 10 kandydatów (6 w Oberlandzie i 4 w Unterlandzie). Swoją listę ogłosiła również FL z 9 kandydatami (6 w Oberlandzie i 3 w Unterlandzie).
| Lista wyborcza | Lista wyborcza | Lista wyborcza                                                   | Lider         | Kandydaci | Kandydaci | Kandydaci | Wynik w poprzednich wyborach w 2021 r. |
| Lista wyborcza | Lista wyborcza | Lista wyborcza                                                   | Lider         | Oberland  | Unterland | Razem     | Wynik w poprzednich wyborach w 2021 r. |
| -------------- | -------------- | ---------------------------------------------------------------- | ------------- | --------- | --------- | --------- | -------------------------------------- |
|                |                | Unia Patriotyczna niem. Vaterländische Union                     | Brigitte Haas | 15        | 10        | 25        | 35,9%                                  |
|                |                | Postępowa Partia Obywatelska niem. Fortschrittliche Bürgerpartei | Ernst Walch   | 15        | 10        | 25        | 35,9%                                  |
|                |                | Wolna Lista niem. Freie Liste                                    | –             | 6         | 3         | 9         | 12,9%                                  |
|                |                | Demokraci Liechtenstein niem. Demokraten pro Liechtenstein       | Thomas Rehak  | 6         | 4         | 10        | 11,1%                                  |

## Wyniki
Wybory zwyciężyła Unia Patriotyczna, zdobywając 79 478 głosów (38,3%), odnotowując wzrost poparcia w skali kraju na poziomie 2,4 p.p. i uzyskując 10 mandatów. Na drugiej pozycji znalazła się Postępowa Partia Obywatelska, która uzyskała 56 983 głosy (27,5%) – spadek poparcia o 8,4 p.p., co przełożyło się na zaledwie 7 mandatów (o 3 mniej niż w poprzednich wyborach). Oznaczało to, że łącznie poparcie dla partii koalicji rządzącej było najniższe w historii i wyniosło zaledwie 65,8%. Wynik taki nadal pozwolił koalicji FBP-VU utrzymać większość w Landtagu i utworzyć kolejny rząd koalicyjny. Znaczne spadki poparcia FBP wiązały się przede wszystkim ze znacznym wzrostem poparcia dla opozycyjnej partii Demokraci Liechtenstein, która zdobyła 48 370 głosów (23,3%), odnotowała wzrost poparcia o 12,2 p.p. i zdobyła 6 mandatów. Jest to najwyższy wynik partii opozycyjnej w historii Liechtensteinu. Na ostatniej pozycji znalazła się Wolna Lista, która w całym kraju miała nieznaczne spadki względem poprzedniego głosowania o ok. 2 p.p., zdobyła 22 549 głosów (10,9%) i zaledwie 2 mandaty.
| Partia | Partia                       | Wyniki | Wyniki | Wyniki | Mandaty | Mandaty |
| Partia | Partia                       | Głosy  | %      | Zmiana | Liczba  | Zmiana  |
| ------ | ---------------------------- | ------ | ------ | ------ | ------- | ------- |
| VU     | Unia Patriotyczna            | 79 478 | 38,3%  | 2,4%   | 10      | 0       |
| FBP    | Postępowa Partia Obywatelska | 56 983 | 27,5%  | 8,4%   | 7       | 3       |
| DpL    | Demokraci Liechtenstein      | 48 370 | 23,3%  | 12,2%  | 6       | 4       |
| FL     | Wolna Lista                  | 22 549 | 10,9%  | 2,0%   | 2       | 1       |

### Wyniki według okręgów i gmin
W Oberlandzie ze znaczną przewagą zwyciężyła Unia Patriotyczna, gdzie zdobyła 58 725 głosów (39,2%), odnotowała wzrost poparcia o 2,3 p.p. i uzyskała 6 mandatów. Partia wygrała głosowania we wszystkich gminach poza Planken, a najwyższy wynik osiągnęła w Balzers (46,1%). Na drugim miejscu podobnie jak w skali kraju znalazła się Postępowa Partia Obywatelska z wynikiem 38 352 głosów (25,6%), jednak w przeciwieństwie do VU odnotowała znaczny spadek poparcia o 9,1 p.p. i uzyskała tylko 4 mandaty. Zwyciężyła głosowanie tylko w Planken, gdzie osiągnęła najwyższy wynik (43,9%), w pozostałych gminach odnotowała znaczne spadki poparcia, a w Balzers, Triesen i Triesenberg zajęła dopiero trzecie miejsce za DpL. Demokraci Liechtenstein uzyskali 35 695 głosów (23,8%), przy wzroście poparcia o 14,2 p.p., co przełożyło się na 4 mandaty. Najwyższy wynik partia osiągnęła w gminie Triesen (32,5%). Na ostatniej pozycji znalazła się Wolna Lista, która zdobyła 16 928 głosów (11,3%), co przełożyło się na tylko 1 mandat. Partia odnotowała spadki poparcia we wszystkich gminach, a najwyższy wynik uzyskała w Schaan (14,0%).
W Unterlandzie również zwyciężyła VU, osiągając jednak nieco niższy wynik niż w pierwszym okręgu – 20 753 głosów (36,0%). W tym okręgu również odnotowała wzrost poparcia o 2,8 p.p. i uzyskała tyle samo mandatów co w poprzednich wyborach – 4 mandaty. Wygrała we wszystkich gminach, a najwyższy wynik osiągnęła w Ruggell (39,5%). Na drugiej pozycji również znalazło się FBP z 18 631 głosami (32,3%) i znacznym spadkiem poparcia na poziomie 6,6 p.p., co przełożyło się na 3 mandaty. Na trzecim miejscu znalazło się DpL z wynikiem 12 675 głosów (22,0%, wzrost poparcia o 6,9 p.p.) i 3 mandatami. Na ostatnim miejscu znalazła się, podobnie jak w Oberlandzie, Wolna Lista, która uzyskała 5621 głosów (9,7%) i podobnie jak w poprzednim głosowaniu zdobyła 1 mandat.

#### Oberland
| Partia | Balzers | Balzers | Balzers | Planken | Planken | Planken | Schaan | Schaan | Schaan | Triesen | Triesen | Triesen | Triesenberg | Triesenberg | Triesenberg | Vaduz  | Vaduz | Vaduz | Oberland | Oberland | Oberland | Oberland | Oberland |
| Partia | G       | %       | Z       | G       | %       | Z       | G      | %      | Z      | G       | %       | Z       | G           | %           | Z           | G      | %     | Z     | G        | %        | Z        | M        | ZM       |
| ------ | ------- | ------- | ------- | ------- | ------- | ------- | ------ | ------ | ------ | ------- | ------- | ------- | ----------- | ----------- | ----------- | ------ | ----- | ----- | -------- | -------- | -------- | -------- | -------- |
| VU     | 13 780  | 46,1%   | 3,6%    | 1172    | 33,2%   | 1,1%    | 12 831 | 35,8%  | 2,1%   | 10 464  | 35,2%   | 0,2%    | 8995        | 45,6%       | 1,4%        | 11 483 | 37,1% | 4,8%  | 58 725   | 39,2%    | 2,3%     | 6        | 0        |
| FBP    | 5751    | 19,2%   | 11,1%   | 1547    | 43,9%   | 3,5%    | 10 403 | 29,0%  | 6,7%   | 6673    | 22,5%   | 9,9%    | 4465        | 22,7%       | 12,2%       | 9513   | 30,7% | 8,6%  | 38 352   | 25,6%    | 9,1%     | 4        | 2        |
| DpL    | 6764    | 22,6%   | 14,0%   | 501     | 14,2%   | 8,2%    | 7626   | 21,3%  | 11,5%  | 9641    | 32,5%   | 19,5%   | 4909        | 24,9%       | 17,2%       | 6254   | 20,2% | 11,2% | 35 695   | 23,8%    | 14,2%    | 4        | 3        |
| FL     | 3615    | 12,1%   | 1,5%    | 305     | 8,7%    | 5,7%    | 5005   | 14,0%  | 1,4%   | 2922    | 9,8%    | 3,0%    | 1341        | 6,8%        | 3,1%        | 3740   | 12,1% | 3,0%  | 16 928   | 11,3%    | 2,4%     | 1        | 1        |

#### Unterland
| Partia | Eschen | Eschen | Eschen | Gamprin | Gamprin | Gamprin | Mauren | Mauren | Mauren | Ruggell | Ruggell | Ruggell | Schellenberg | Schellenberg | Schellenberg | Unterland | Unterland | Unterland | Unterland | Unterland |
| Partia | G      | %      | Z      | G       | %       | Z       | G      | %      | Z      | G       | %       | Z       | G            | %            | Z            | G         | %         | Z         | M         | ZM        |
| ------ | ------ | ------ | ------ | ------- | ------- | ------- | ------ | ------ | ------ | ------- | ------- | ------- | ------------ | ------------ | ------------ | --------- | --------- | --------- | --------- | --------- |
| VU     | 6014   | 34,6%  | 2,3%   | 2402    | 34,5%   | 2,4%    | 5887   | 35,6%  | 5,1%   | 4500    | 39,5%   | 0,7%    | 1950         | 36,0%        | 4,5%         | 20 753    | 36,0%     | 2,8%      | 4         | 0         |
| FBP    | 5540   | 31,9%  | 4,7%   | 2391    | 34,4%   | 6,5%    | 5618   | 34,0%  | 9,1%   | 3395    | 29,8%   | 4,4%    | 1687         | 31,2%        | 8,9%         | 18 631    | 32,3%     | 6,6%      | 3         | 1         |
| DpL    | 4268   | 24,6%  | 6,8%   | 1542    | 22,2%   | 6,8%    | 3353   | 20,3%  | 6,2%   | 2458    | 21,6%   | 7,1%    | 1054         | 19,5%        | 8,9%         | 12 675    | 22,0%     | 6,9%      | 3         | 2         |
| FL     | 1558   | 9,0%   | 1,5%   | 625     | 9,0%    | 0,2%    | 1672   | 10,1%  | 0,8%   | 1047    | 9,2%    | 0,6%    | 719          | 13,3%        | 1,4%         | 5621      | 9,7%      | 1,0%      | 1         | 0         |

## Frekwencja
W wyborach wzięło udział 16 171 obywateli spośród 21 183 uprawnionych do głosowania, zatem frekwencja wyniosła ok. 76,3% i była niższa o 1,7 p.p. niż w poprzednich wyborach. Zdecydowana większość (96,6%) oddała głos w sposób korespondencyjny za pomocą poczty (niem. Briefwahl). Nieznacznie wyższą frekwencję odnotowano w Unterlandzie (77,2%) niż w Oberlandzie (75,9%).

## Następstwa wyborów
Wolna Lista (FL)
     Unia Patriotyczna (VU)
     Postępowa Partia Obywatelska (FBP)
     Demokraci Liechtenstein (DpL)

Wolna Lista (FL)
Unia Patriotyczna (VU)
Postępowa Partia Obywatelska (FBP)
Demokraci Liechtenstein (DpL)

W wyniku wyborów żadna partia nie uzyskała większości 13 mandatów, potrzebnej do utworzenia samodzielnego rządu, stąd od razu po wyborach zarówno FBP jak i VU ogłosiły, że rozpoczęły się negocjacje, dotyczące utworzenia nowego gabinetu. Liczbowo w wyborach zwyciężyła Unia Patriotyczna, zatem zgodnie z umową koalicyjną na czele Rządu ma stanąć kandydatka VU na to stanowisko – Brigitte Haas. Jeśli do tego dojdzie będzie ona pierwszą kobietą w historii Liechtensteinu na tym stanowisku. Równocześnie przy rekordowo niskim poparciu dla FBP i VU, wysoki wynik w głosowaniu uzyskała opozycyjna DpL i jej przedstawiciele również przedstawiali głosy o chęci współtworzenia nowego gabinetu, wysuwając propozycje potrójnej koalicji FBP-VU-DpL.
Pierwotnie pierwsze posiedzenie nowej kadencji Landtagu zaplanowano na 20 marca, jednak tydzień wcześniej zostało ono przesunięte i ostatecznie odbyło się 10 kwietnia 2025. Parlament potwierdził ważność wyborów oraz wybrał Przewodniczęcego i Wiceprzewodniczącego – zostali nimi kolejno Manfred Kaufmann z VU i Franziska Hoop z FBP. Następnie zgodnie z Konstytucją Landtag przedstawił kandydatów na członków nowej kadencji Rządu: na urząd premiera wybrał Brigitte Haas z Unii Patriotycznej, zaś na wicepremiera Sabine Monauni z Postępowej Partii Obywatelskiej. Na pozostałych członków Rządu deputowani wybrali Huberta Büchela i Emanuela Schädlera z VU oraz Daniela Oehry'ego z FBP.

### Skład nowej kadencji Landtagu
Wśród posłów nowego Landtagu znalazło się 8 kobiet i 17 mężczyzn, co oznacza, że kobiety stanowiły 32% wybranych posłów – najwyższa liczba kobiet w historii. Najstarszym wybranym został Erich Hasler z DpL (68 lat), zaś najmłodszym Lino Nägele z FBP (30 lat). Średnia wieku deputowanych w dniu ich wybrania wyniosła 47,7 lat, podczas gdy w poprzednich wyborach średnia wyniosła 49,6 lat. W nowej kadencji Landtagu zasiadło 9 posłów z poprzedniej kadencji, którzy wywalczyli reelekcję (Dagmar Bühler-Nigsch, Manfred Kaufmann i Thomas Vogt z VU, Johannes Kaiser, Bettina Petzold-Mähr, Daniel Seger i Franziska Hoop z FBP, Thomas Rehak z DpL i Manuela Haldner-Schierscher z FL) oraz 16 nowych posłów.
| Deputowany                  | Partia | Okręg wyborczy | Gmina        | Liczba głosów | Wiek    |
| --------------------------- | ------ | -------------- | ------------ | ------------- | ------- |
| Kaufmann Manfred            | VU     | Oberland       | Balzers      | 4444          | 46 lat  |
| Wenaweser Christoph         | VU     | Oberland       | Schaan       | 3839          | 61 lat  |
| Bühler-Nigsch Dagmar        | VU     | Oberland       | Triesenberg  | 3758          | 55 lat  |
| Vogt Thomas                 | VU     | Oberland       | Triesen      | 3751          | 48 lat  |
| Schädler Roman              | VU     | Oberland       | Triesenberg  | 3639          | 48 lat  |
| Heeb-Kindle Carmen          | VU     | Oberland       | Schellenberg | 3596          | 39 lat  |
| Öhri Stefan                 | VU     | Unterland      | Mauren       | 2133          | 49 lat  |
| Hasler Dietmar              | VU     | Unterland      | Gamprin      | 2020          | 49 lat  |
| Zimmermann Johannes         | VU     | Unterland      | Eschen       | 1967          | 63 lata |
| Cissé Tanja                 | VU     | Unterland      | Eschen       | 1950          | 44 lata |
| Gassner Sebastian           | FBP    | Oberland       | Triesenberg  | 2823          | 37 lat  |
| Seger Daniel                | FBP    | Oberland       | Vaduz        | 2622          | 47 lat  |
| Salzgeber Daniel            | FBP    | Oberland       | Triesen      | 2549          | 32 lata |
| Petzold-Mähr Bettina        | FBP    | Oberland       | Planken      | 2525          | 42 lata |
| Kaiser Johannes             | FBP    | Unterland      | Schellenberg | 2052          | 66 lat  |
| Hoop Franziska              | FBP    | Unterland      | Ruggell      | 1771          | 34 lata |
| Nägele Lino                 | FBP    | Unterland      | Planken      | 1738          | 30 lat  |
| Rehak Thomas                | DpL    | Oberland       | Triesen      | 3225          | 54 lata |
| Kindle-Kühnis Marion        | DpL    | Oberland       | Triesen      | 2959          | 45 lat  |
| Vogt Joachim                | DpL    | Oberland       | Triesenberg  | 2794          | 54 lata |
| Seger Martin                | DpL    | Oberland       | Schaan       | 2534          | 48 lat  |
| Hasler Erich                | DpL    | Unterland      | Eschen       | 1700          | 68 lat  |
| Schächle Simon              | DpL    | Unterland      | Eschen       | 1565          | 46 lat  |
| Haldner-Schierscher Manuela | FL     | Unterland      | Schaan       | 1606          | 53 lata |
| Fausch Sandra               | FL     | Unterland      | Eschen       | 867           | 35 lat  |